# دوغلاس روبرتس
دوغلاس روبرتس (بالإنجليزية: Douglas Roberts)‏ هو رسام أسترالي، ولد في 1919، وتوفي في 1976.